# Peter Stockhausen
Peter Stockhausen (* 26. Oktober 1898 in Bonn; † 2. August 1961 ebenda) war ein deutscher Politiker (CDU) und von 1948 bis 1951 Oberbürgermeister von Bonn.

## Leben und Wirken
Der Sohn eines Fuhrmanns absolvierte nach der Volksschule zunächst eine kaufmännische Lehre. Nebenher lernte er aber weiter und bestand 1917 als Externer das Abitur. Nach seiner Rückkehr aus dem Ersten Weltkrieg studierte er Theologie, Philosophie und Rechts- und Staatswissenschaften. Er beendete sein Studium 1923 mit der Promotion zum Dr. rer. pol.
Stockhausen engagierte sich weiter für die Studenten. 1923 übernahm er die Geschäftsführung des Studentenwerks der Universität Bonn. Der Neubau in der Lennéstraße fand 1932 ist unter seinem maßgeblichen Einfluss entstanden. Ebenso leitete er den Verein Studentenwohl und war Gründer des Klubs ausländischer Studenten. Ende 1936 wurde er wegen seiner antinationalsozialistischen Gesinnung als Geschäftsführer entlassen. Ab 1937 war er in der Wirtschaft als Direktor der Firma Soennecken tätig.
Nach Kriegsende in Bonn berief die Militärregierung Stockhausen im April 1945 in den so genannten „Zwölferrat“ und anschließend auch in die ernannte erste Stadtverordnetenversammlung. Bei der ersten Wahl im Oktober 1946 wählten ihn die Bonner zum Stadtverordneten und die CDU-Fraktion zu ihrem Vorsitzenden.
Am 26. Oktober 1948 wählte die Bonner Stadtvertretung Stockhausen zum Oberbürgermeister. In seine Amtszeit fielen bedeutsame Ereignisse der Stadtgeschichte und der deutschen Nachkriegsgeschichte: in Bonn tagte der Parlamentarische Rat, es folgte 1949 die Gründung der Bundesrepublik Deutschland und die Wahl der Stadt zur Bundeshauptstadt mit Parlaments- und Regierungssitz. Gleichzeitig fand der Wiederaufbau nach den Zerstörungen des Krieges statt: noch im gleichen Jahr konnte die Einweihung der neuen Rheinbrücke, die Eröffnung des neuen Theaters und der Universitätskliniken auf dem Venusberg sowie die Einweihung der Viktoriabrücke erfolgen.
1949 und 1950 wählte die Stadtvertretung Stockhausen wieder zum Oberbürgermeister. 1951 verzichtete er auf seine Aufstellung. Bis 1956 gehörte er noch dem Stadtrat an.
1955 übernahm Stockhausen die Geschäftsführung der Bonner Kreishandwerkerschaft.
Sein Grab befindet sich auf dem Endenicher Friedhof.